# کیس کرپوریشن
کیس کورپوریشن (به انگلیسی: Case Corporation) شرکت صنایع سنگین آمریکایی مستقر در ریسین، ویسکانسین بود، که در زمینه طراحی و ساخت ماشین‌آلات کشاورزی، ماشین‌آلات ساخت‌وساز، موتورهای دیزل و ارائه خدمات مهندسی کشاورزی، فعالیت می‌نمود.
این شرکت در سال ۱۸۴۳ تأسیس شد و در سال ۱۹۹۹ با شرکت نیو هلند ادغام شده توسط شرکت سی‌ان‌ایچ خریداری گردید.
برندهای Case IH و Case CE از انحلال آن تشکیل شدند.

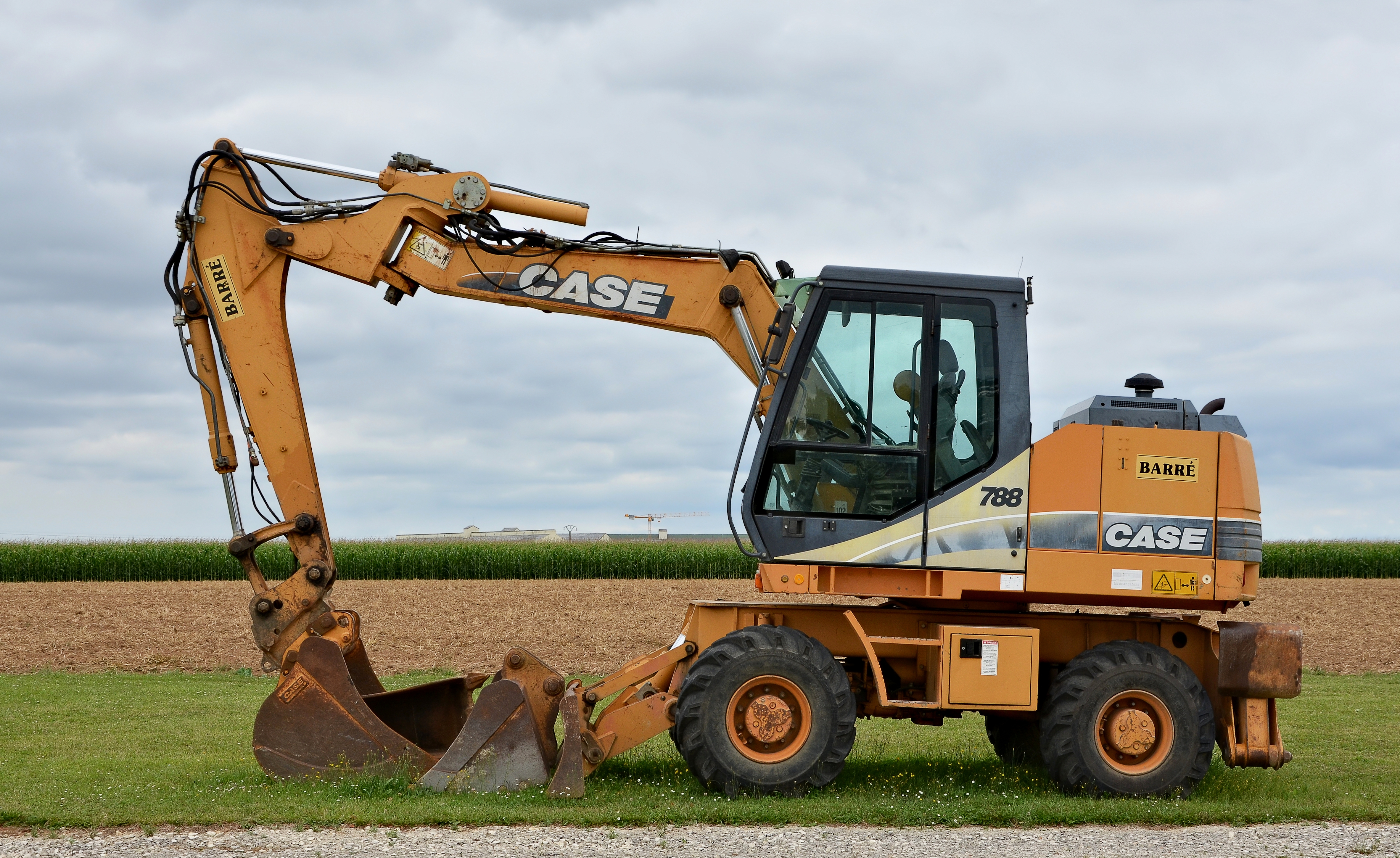
بیل چرخ‌لاستیکی تولیدشده توسط کیس